# Mesodesmus probus
Mesodesmus probus är en mångfotingart som först beskrevs av Carl Graf Attems 1938.  Mesodesmus probus ingår i släktet Mesodesmus och familjen Chelodesmidae. Inga underarter finns listade i Catalogue of Life.